# Step Back in Time
Step Back in Time – drugi singel australijskiej piosenkarki Kylie Minogue pochodzący z albumu Rhythm of Love z 1990 roku. Piosenka została napisana przez trio producenckie Stock, Aitken & Waterman. Początkowo drugim singlem miał być utwór What Do I Have to Do?, jednak w ostatniej chwili wytwórnia podjęła decyzję by właśnie Step Back in Time nim został.

## Teledysk
Teledysk ukazuje Kylie oraz jej tancerzy ubranych w stylu lat 70. XX wieku, podróżujących Fordem Thunderbirdem MK VI poprzez ulice Los Angeles. Przeplatane są one scenami tańca w klubie oraz w samym mieście.

## Lista utworów
7" Single PWL
1. "Step Back in Time" (Edit) (3:03)
2. "Step Back in Time" (Instrumental) (3:30)

12" Single PWL
1. "Step Back in Time" (Walkin' Rhythm Mix) (8:05)
2. "Step Back in Time" (Extended Instrumental) (4:59)

Cassette Single PWL
1. "Step Back in Time" (Edit) (3:03)
2. "Step Back in Time" (Instrumental) (3:30)

CD Single PWL
1. "Step Back in Time" (Edit) (3:03)
2. "Step Back in Time" (Walkin' Rhythm Mix) (8:05)
3. "Step Back in Time" (Instrumental) (3:30)

Australian 7" MUSHROOM
1. "Step Back in Time" (Edit) (3:03)
2. "Step Back in Time" (Instrumental) (3:30)

Australian 12" MUSHROOM
1. "Step Back in Time" (Walkin' Rhythm Mix) (8:05)
2. "Step Back in Time" (Edit) (3:03)
3. "Step Back in Time" (Extended Instrumental) (4:59)

Australian Cassette 1 Single MUSHROOM
1. "Step Back in Time" (Edit) (3:03)
2. "Step Back in Time" (Instrumental) (3:30)

Australian Cassette 2 Single MUSHROOM
1. "Step Back in Time" (Walkin' Rhythm Mix) (8:05)
2. "Step Back in Time" (Edit) (3:03)
3. "Step Back in Time" (Instrumental) (3:30)

Australian CD Single MUSHROOM
1. "Step Back in Time" (Edit) (3:03)
2. "Step Back in Time" (Walkin' Rhythm Mix) (8:05)
3. "Step Back in Time" (Instrumental) (3:30)

## Wyniki na Listach Przebojów
| Lista (1990)               | Pozycja na Liście |
| -------------------------- | ----------------- |
| Israel Singles Chart       | 2                 |
| Ireland Singles Chart      | 4                 |
| UK Top 40                  | 4                 |
| Australian Singles Chart   | 5                 |
| South Africa Singles Chart | 6                 |
| Eurochart Hot 100          | 12                |
| Sweden Singles Chart       | 19                |
| New Zealand Single Chart   | 21                |
| France Singles Chart       | 23                |
| Swiss Singles Chart        | 29                |
| Dutch Singles Chart        | 35                |
| Germany Singles Chart      | 36                |